# Oleksandrove, Zaricine
Oleksandrove (în ucraineană Олександрове) este un sat în comuna Sernîkî din raionul Zaricine, regiunea Rivne, Ucraina.

## Demografie
Componența lingvistică a localității Oleksandrove
     Ucraineană (98,96%)
     Alte limbi (1,04%)
Conform recensământului din 2001, majoritatea populației localității Oleksandrove era vorbitoare de ucraineană (98,96%), existând în minoritate și vorbitori de alte limbi.